# Храм Джанарданы
Храм Джанарданы или Храм Джанарданасвами (Janardanaswamy Temple) — древний южноиндийский храм, датируемый XII веком и посвящённый Вишну в облике Джанарданы или четырёхрукого Кришны. Расположен в приморском курортном городе Варкала (Керала), известном также как Джанарданапурам или «город Джанарданы». Изваяние Джанарданы примечательно тем, что ежедневно его переодевают в различные образы — защитником коров Венугопалой, ужасающей аватарой Нарасимхой или очаровательной женщиной Мохини. Лишь в раз в году Джанардана предстаёт перед посетителями в своём истинном обличье. Храм популярен ритуалами поминовения усопших предков и родственников, благодаря которым Варкалу считают «Бенаресом юга». Если туристы приезжают в Варкалу, в основном, ради пляжного отдыха, то паломники стекаются в Варкалу для почтения своих предков.

## Храмовый комплекс
Считается, что в древности храм посещал брат Кришны Баларама во время своего паломничества в Канниякумари, Тирупати, Шрирангам, Рамешварам, Тривандрам и другие храмы Южной Индии. Местное население верит, что святое место насчитывает свыше двух тысяч лет — оно упоминается в «Брахманда-пуране» и в «Сканда-пуране». Однако каменная основа храма восходит к XII веку, о чём свидетельствуют редкие надписи на стенах. Согласно одной из них, храм реконструирован и приобрёл свой современный вид во времена регентши Умаяммы Рани (Umayamma Rani) из рода Варма, правившей с 1677 по 1684 годы. Перед храмом возвышается покрытый медью священный столб с надписью о том, что он воздвигнут по указанию раджи Траванкора Рамы Вармы (Rama Varma I, 1758—1798). На внешних стенах храма найдена ещё одна надпись, которая приписывает знаменитому основателю династии правителей Траванкора Мартанде Варме (Marthanda Varma I, 1729—1758) оформление убранства храма. Таким образом, современный облик храмовый комплекс приобрёл в XVIII столетии.
Храм Джанардана расположен на вершине холма, примыкающего к Индийскому океану. До него можно добраться по каменным ступеням, круто поднимающимся на холм. За воротами храмового комплекса находится огромное баньяновое дерево. Сам храм выполнен в классическом архитектурном стиле Кералы, с характерными для него резными деревянными колоннами и кровлей, покрытой медными листами. В храме не используется электричество, в сумерки он освящается масляными лампами, сделанными из меди. Пракарам, или окружная стена вокруг святыни, воздвигнута из гранитных плит. Sanctum Sanctorum, или святилище, имеет круглую форму, а её внутренности по окружности украшены каменной резьбой и гранитными лампами.
У входа в главный храм расположены образы неизменных спутников Вишну, Ханумана и Гаруды. В святилище находится образ Джанарданы вместе со своими двумя супругами Шри-деви и Бху-деви, воплощающими духовный и земной миры. Обход вокруг храма приводит посетителя к небольшим святыням справа от главного храма. В миниатюрных храмах, похожих на часовни, находятся божества Ганапати (Ганеша) и Айяппа (сын Вишну и Шивы). Помимо главного святилища на территории храмового комплекса женские божества не представлены больше нигде. Однако на каменных стенах храма можно увидеть несколько изображений Дипа-Лакшми или женщины, держащей в обеих руках масляную лампу. Кроме того, в стенах храма находятся ячейки для размещения бесчисленных масляных светильников, традиционных для Кералы.
Виды храмового комплекса
|                                               |                                                                          |                                       |                                |               |
| Подъём по лестнице на вершину храмового холма | Джанардана в окружении супруг, Ханумана и Гаруды в надвратной композиции | Вид на внутренний двор главного храма | Малый храм в составе комплекса | Храмовый пруд |

## Легенды о происхождении храма
По местному преданию, мудрец Нарада покинул обитель Вишну, Вайкунтху, чтобы встретиться со своим отцом богом Брахмой. Зачарованный музыкой, которую Нарада исполнял на своей вине, Вишну незаметно следовал за ним. Когда Нарада достиг Брахмалоки, мира Брахмы, тот увидел позади него Вишну и приветствовал Бога. Однако девять праджапати (полубогов-прародителей) не зная об этом, начали потешаться над Брахмой, что он выражает почтение собственному сыну Нараде и падает ему в ноги. Увидев неловкость ситуации, Вишну исчез, а Брахма проклял полубогов, пожелав им родиться на Земле. Для избавления от проклятия Нарада посоветовал праджапати совершить покаяние в месте, куда упадёт его одеяние. Он сбросил свою накидку из оленьей шкуры, и она упала на место, где возник Храм Джанарданы.
Праджапати задались вопросом, где им взять чистую воду для омовения. Нарада взмолился Вишну и тот послал свою Сударшану-чакру, которая ударилась о землю. На том месте возник храмовый пруд, который носит название «чакра-тиртха». Затем под баньяновым деревом Вишну явил себя как Ананта-Кришна или вечный Кришна. Его форму можно увидеть, получив даршан Джанарданы. По указанию Нарады Праджапати построили возле баньянового дерева храм Вишну. После окончания покаяние они вернулись на небеса.
Некоторое время спустя бог Брахма решил провести яджну (огненное жертвоприношение) возле храма Джанарданы. Он думал о заслугах, которые сможет получить от проведения священнодействия. Вишну, увидев его стяжательство, решил преподнести Брахме урок, чтобы тот проводил жертвоприношение без лишних умыслов. В облике старика Вишну явился в гости и сел за обед вместе с собравшимися брахманами. Им подали рис и, по традиции, Вишну просил, чтобы в правую руку ему налили воду перед началом еды. Однако, не успел Вишну её коснуться, как вода исчезла, и Брахма понял, что гостем является никто иной как Вишну. Бог обратился в Джанардану и сказал, что когда его рука со священной водой достигнет рта, закончится текущий космический цикл и Вселенная исчезнет, уступив место новому творению. По преданию, каждые двенадцать лет рука Джанарданы в Варкале поднимается на полдюйма. Во избежание конца света каждые двенадцать лет в храме проводится ритуал «аштабандха калашам» (Ashtabandha Kalasam) или переустановка мурти в храме.
- Малые святилища храмового комплекса

## Образ Джанарданы
Считается, что гранитный образ Джанарданы, установленный в храме, обнаружен раджей из рода Пандья на дне океана. Согласно «Брахманда-пуране», первоначальный храм был разрушен наводнением и превратился в руины. Его воссоздание приписывают радже, который испытывал угрызения совести после убийства брахмана. Однажды ночью в Варкале потомку Пандья приснился сон, что ему следует отправиться к океану и стать рядом с руинами храма. Откуда он увидит море цветов, плавающих в воде. На том месте раджа сможет найти образ Вишну. Правитель поступил согласно сну и божественный образ был явлен на свет. К нему прикрепили руку из чистого золота, которая находится в жесте подношения воды. Верующие считают, что рука божества медленно поднимается к его рту. Говорят, что в тот день, когда Джанардана изопьёт, Кали-юга завершится и настанет конец света.
Образ Джанарданы можно увидеть в небольшом круглом святилище. В отличие от традиционных образов Кришны, Джанардана имеет четыре руки, одна из которых сделана из золота. В них он держит священную раковину шанкху, Сударшана-чакру и булаву, а золотая рука вместо того, чтобы сжимать цветок лотоса, держит глиняный горшок со священной водой. С наступлением сумерек мерцающие лампы создают волшебную атмосферу. Образ Джанарданы полностью от стоп до головы покрыт пастой из сандалового дерева и украшен цветами. В некоторые дни в его руке лежит флейта, что делает его похожим на другой образ Кришны — Венугопалы.
Само имя Джанардана (Janārdanaḥ) упомянуто среди 1000 имён Вишну и означает «Тот, кто наказывает злых [людей]». Каждый день Джанардана меняет свой внешний вид и предстаёт перед своими преданными в новом обличье. Он может быть представлен как защитник коров Кришна с флейтой (Венугопала), устрашающая аватара Нарасимха и очаровательная Мохини. Только на Кришна-джанмаштами, в день рождения Кришны, образ Джанарданы остаётся таким, каким он был изначально.
Ежедневно в честь Джанарданы исполняются три пуджи, а также два абхишека. Каждый месяц храм проводит праздник по лунному календарю в день звезды Тирувонам или Шраванам, которая считается звездой рождения Джанарданы. На праздничной колеснице, оформленной как вахана (ездовая птица) Гаруда, Джанардана совершает объезд по Варкале. Кроме того, в месяце минам (март-апрель) ежегодно проходят храмовые праздники, длящиеся десять дней. Праздник завершает церемониальное омовение и погружение малой формы божества в Индийский океан.

## Голландский колокол
На территории храма находится огромный колокол, датированный 1757 годом. Рани (принцесса) Гаури Лакшми Бай (Gouri Lakshmi Bayi), племянница последнего правителя Траванкора, в одной из своих книг, «Гирлянда из туласи», описала происхождение колокола. Колокол подарил храму капитан одного голландского судна в XVIII столетии. Отправляясь от берегов Кералы в Европу, корабль попал штиль и не мог сдвинуться с места. Услышав звон колокольчиков из близлежащего храма, капитан принял обет, что пожертвует колокол своего корабля местному божеству, если тот сдвинет судно с места. Вскоре подул ветер и корабль вместе со своей командой благополучно добрался до следующего порта. Считается, что капитан вернулся и выполнил своё обещание, подарив колокол храму. На колоколе выгравированы европейские имена, — Питер фон Белсон и Майкл Эдвард, — которые считаются именами капитана и его помощника.

## Поминальный ритуал
Так же как Варанаси и Рамешварам, Варкала известно как место, где можно умилостивить своих предков. Каждый день в Варкале совершается ритуал, называемый «кшетра пиндара шраддхам» (Kshetra Pindara Shraddham). Верующие предлагается душам умерших родственников шарик варёного риса. Шарик для каждой души оставляют на пальмовом листе на берегу Индийского океана. Особым, подходящим для поминовения, днём считается день новолуния в двенадцатом месяце календаря малаялам, каркадаком (июль — август).

## Месторасположение
Храм находится в самом центре Варкалы, недалеко от пляжа Варкала (Varkala Beach Trivandrum). Ближайшая железнодорожная городская станция расположена в 3 км. Ближайшим аэропортом является международный аэропорт Тривандрама, который отстоит на 55 км от храма.